# Isakovo
Isakovo (en serbe cyrillique : Исаково) est un village de Serbie situé dans la municipalité de Ćuprija, district de Pomoravlje. Au recensement de 2011, il comptait 528 habitants.

## Démographie

### Évolution historique de la population
| 1948  | 1953  | 1961  | 1971  | 1981  | 1991  | 2002 | 2011 |
| ----- | ----- | ----- | ----- | ----- | ----- | ---- | ---- |
| 1 078 | 1 104 | 1 142 | 1 182 | 1 170 | 1 181 | 646  | 528  |

|  |